# Buenos Aires el Apompo
Buenos Aires el Apompo är en ort i Mexiko.   Den ligger i kommunen San Juan Bautista Tuxtepec och delstaten Oaxaca, i den sydöstra delen av landet, 300 km öster om huvudstaden Mexico City. Buenos Aires el Apompo ligger 62 meter över havet och antalet invånare är 571.
Terrängen runt Buenos Aires el Apompo är kuperad åt sydväst, men åt nordost är den platt. Runt Buenos Aires el Apompo är det ganska tätbefolkat, med 160 invånare per kvadratkilometer. Närmaste större samhälle är Tuxtepec, 18,4 km öster om Buenos Aires el Apompo. Omgivningarna runt Buenos Aires el Apompo är en mosaik av jordbruksmark och naturlig växtlighet.